# Тушаєв Магомед Салаудинович
Магомед Салаудинович Тушаєв (рос. Магомед Салаудинович Тушаев; 23 лютого 1986) — російський чеченський військовий командир, генерал-майор  (за іншими даними майор) .

## Біографія
Магомед Тушаєв народився 23 лютого 1986 року. 2005 року закінчив середню школу № 1 села Серноводське на заході Чечні. У 2014 році закінчив Інститут фінансів та права у місті Махачкалі (Дагестан). Тушаєв був службовцем ОМОН. З 20 грудня 2017 року виконувачем обов'язків командира 141-го моторизованого полку імені Ахмата Кадирова Національної гвардії Чечні, з 5 квітня 2018 року — на посаді командира полку. Як командир полку у 2018 році брав участь у вторгненні Росії в Сирію, у 2022 році брав участь у вторгненні Росії в Україну.

## Чутки про смерть
26 лютого соцмережами поширились чутки про нібито загибель Тушаєва в колоні кадировських військ, що рухались в напрямку Києва. Згодом агентство «Інтерфакс-Україна», заявило, що інформацію про ліквідацію Тушаєва в районі Гостомеля їм підтвердили в Міністерстві оборони України. Також за словами Суспільного аналогічну інформацію їм підтвердили в Офісі Президента України. Нібито, після розгрому колони кадировців один із них був взятий пораненим у полон і повідомив, що голова колони Тушаєв загинув. Жодного фото/відео цього кадировця не було показано, також ні Міністерство оборони, ні Генеральний Штаб не робили офіційних заяв про ліквідацію Тушаєва та публічно не коментували цієї інформації.
Після чуток про смерть Тушаєва президент Чеченської Республіки Рамзан Кадиров нібито зателефонував йому, і вони поговорили кілька хвилин, пізніше того ж дня були зняті принаймні 3 фотографії і декілька відео, згідно яких Тушаєв зі своїми людьми знаходились на півночі Києва. Пізніше ці матеріали були опубліковані в різних акаунтах у соціальних мережах, де стверджувалося, що повідомлення про смерть Тушаєва були неправдивими. За даними опозиційного чеченського телеграм-каналу 1ADAT, наприкінці березня 2022 Рамзан Кадиров затримав Магомеда Тушаєва за спробу продажу викраденої в Україні зброї, яку той привласнив. 8 травня Магомед Тушаєв був помічений в окупованій російськими військами Попасній.

## Нагороди
Тушаєв отримав численні нагороди, серед яких:
- Медаль «За відвагу»[10]
- Орден Мужності[10]
- Орден імені Ахмата Кадирова[11]
- Медаль ордена «За заслуги перед Вітчизною» 2-го ступеня з мечами[10][11]
- Нагрудний знак «Відмінник міліції» — «за внесок в боротьбу з тероризмом.»[10]